# Adolf Cmíral
Adolf Cmíral (12. dubna 1882 Roztoky – 17. září 1963 Praha) byl český hudební skladatel, pedagog a publicista.

## Život
Na doporučení svého řídícího učitele šel studovat na pražskou konzervatoř, kde v letech 1897 až 1900 vystudoval skladbu u Karla Steckera, řízení sboru u Karla Knittla, hru na varhany u Josefa Kličky a obřadní zpěv u Augustina Vyskočila. Poté do roku 1905 pokračoval ve studiu na Amerlingově učitelském ústavu a v letech 1914 a 1915 složil státní zkoušky ze zpěvu, hry na varhany a hry na klavír. Profesně byl nejdříve varhaníkem v Praze: u sv. Tomáše (1901–1909), v Loretě (1909–1913) a na Strahově (1913–1927).
Zároveň během svého studia vyučoval od roku 1905 hudbu a zpěv na pražských obecných školách, na vinohradské pěvecké škole Umělecké výchovy, na odborné škole pro ženská povolání a na reálném gymnáziu a učitelském ústavu. Od roku 1919 učil na pražské konzervatoři, kde založil a vedl hudebně-pedagogické oddělení. Také byl jedním ze zakladatelů a poté ředitelem Hudební Budče (1909–1926). Později byl členem komise pro státní zkoušky z hudby a inspektorem hudební výchovy. Po válce začal přednášet na Pedagogické fakultě Univerzity Karlovy, kde spoluzakládal katedru hudební výchovy (1948–1951), a přednášel na Akademii múzických umění (1949–1952).
Ve svém díle se Adolf Cmíral inspiroval J. A. Komenským, neboť se vždy snažil o zlepšení úrovně hudební výchovy a celkově o hudební osvětu. Kromě organizování řady hudebních akcí přednášel, podílel se na školském vysílání Československého rozhlasu a hojně publikoval. Psal do Pedagogických rozhledů, Hudební revue, Listů Hudební matice, Tempa a časopisu Hudba a škola, který založil. Navíc řídil i časopisy Hudební výchova a Souzvuk. Samostatně vydal např. příručku Základní pojmy hudební nebo školu zpěvu Jaro. Též sbíral a propagoval české lidové písně, zejména ze středních Čech. Inspiraci k vlastní hudební tvorbě čerpal především na svém letním sídle ve Zlenicích. V roce 1962 obdržel vyznamenání Za vynikající práci.